# Petitmagny
Ne doit pas être confondu avec Grosmagny.
Petitmagny est une commune française située dans le département du Territoire de Belfort, la région culturelle et historique de Franche-Comté et la région administrative Bourgogne-Franche-Comté. 
Ses habitants sont appelés les Borboillots. Petitmagny est administrativement rattachée au canton de Giromagny.

## Géographie

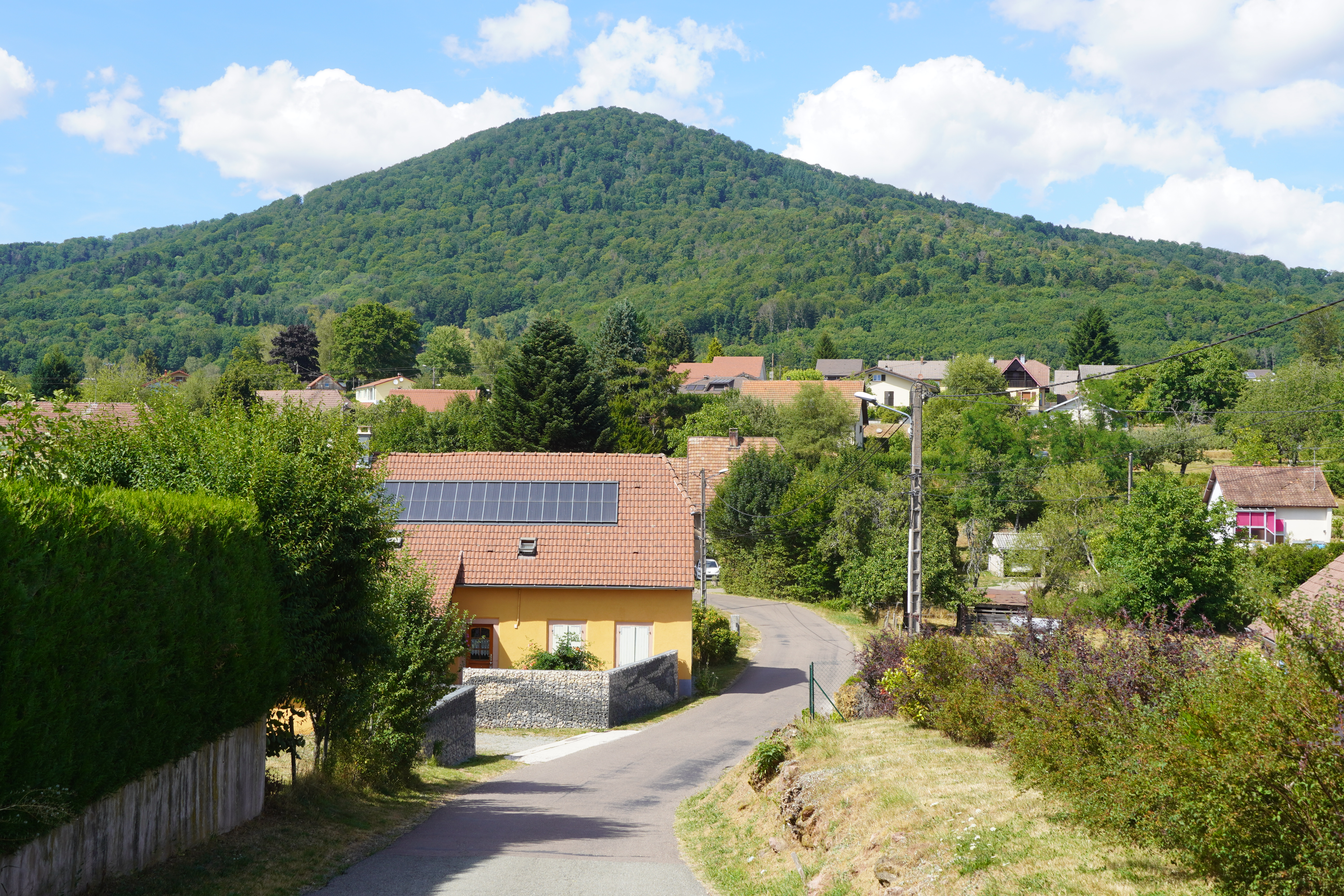
Le Fayé surplombant le village.

Le village s'est construit sur le versant ensoleillé du massif des Vosges, au pied du Fayé (916 m) sur une route qui fut à l'origine une voie romaine reliant Langres à Strasbourg en contournant le massif par le sud.
La commune est limitée par Grosmagny à l'ouest et Étueffont à l'est.
Le bassin houiller stéphanien sous-vosgien passe sous la commune.
C'est une des 189 communes du Parc naturel régional des Ballons des Vosges.

### Climat
Pour des articles plus généraux, voir Climat de la Bourgogne-Franche-Comté et Climat du Territoire de Belfort.
En 2010, le climat de la commune est de type climat de montagne, selon une étude du Centre national de la recherche scientifique s'appuyant sur une série de données couvrant la période 1971-2000. En 2020, Météo-France publie une typologie des climats de la France métropolitaine dans laquelle la commune est exposée à un climat semi-continental et est dans la région climatique  Vosges, caractérisée par une pluviométrie très élevée (1 500 à 2 000 mm/an) en toutes saisons et un hiver rude (moins de 1 °C). 
Pour la période 1971-2000, la température annuelle moyenne est de 9,4 °C, avec une amplitude thermique annuelle de 17,1 °C. Le cumul annuel moyen de précipitations est de 1 314 mm, avec 13 jours de précipitations en janvier et 10,8 jours en juillet. Pour la période 1991-2020, la température moyenne annuelle observée sur la station météorologique de Météo-France la plus proche, « Felon_sapc », sur la commune de Felon à 6 km à vol d'oiseau, est de 10,3 °C et le cumul annuel moyen de précipitations est de 1 056,1 mm. 
La température maximale relevée sur cette station est de 38 °C, atteinte le 7 août 2015 ; la température minimale est de −19,3 °C, atteinte le 20 décembre 2009,,. 
Les paramètres climatiques de la commune ont été estimés pour le milieu du siècle (2041-2070) selon différents scénarios d'émission de gaz à effet de serre à partir des nouvelles projections climatiques de référence DRIAS-2020. Ils sont consultables sur un site dédié publié par Météo-France en novembre 2022.

## Urbanisme

### Typologie
Au 1er janvier 2024, Petitmagny est catégorisée commune rurale à habitat dispersé, selon la nouvelle grille communale de densité à sept niveaux définie par l'Insee en 2022.
Elle appartient à l'unité urbaine d'Étueffont, une agglomération intra-départementale regroupant quatre  communes, dont elle est une commune de la banlieue,,. Par ailleurs la commune fait partie de l'aire d'attraction de Belfort, dont elle est une commune de la couronne,. Cette aire, qui regroupe 91 communes, est catégorisée dans les aires de 50 000 à moins de 200 000 habitants,.

### Occupation des sols
L'occupation des sols de la commune, telle qu'elle ressort de la base de données européenne d’occupation biophysique des sols Corine Land Cover (CLC), est marquée par l'importance des forêts et milieux semi-naturels (51,6 % en 2018), une proportion sensiblement équivalente à celle de 1990 (52 %). La répartition détaillée en 2018 est la suivante : 
forêts (51,6 %), zones agricoles hétérogènes (22,1 %), prairies (16,2 %), zones urbanisées (7,9 %), eaux continentales (2,2 %). L'évolution de l’occupation des sols de la commune et de ses infrastructures peut être observée sur les différentes représentations cartographiques du territoire : la carte de Cassini (XVIIIe siècle), la carte d'état-major (1820-1866) et les cartes ou photos aériennes de l'IGN pour la période actuelle (1950 à aujourd'hui).

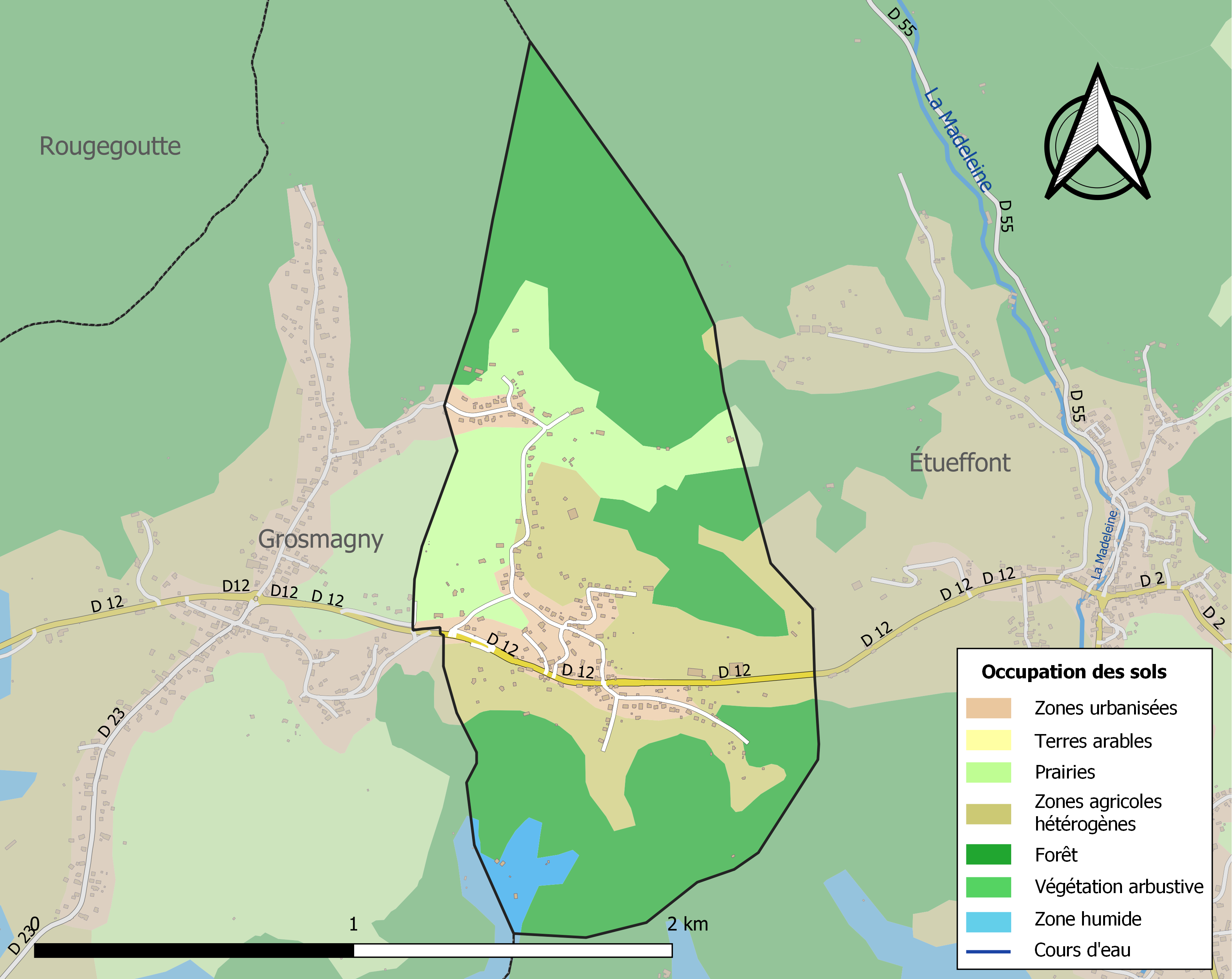
Carte des infrastructures et de l'occupation des sols de la commune en 2018 (CLC).

## Toponymie
- Gnalmaigni et Gnamaigni (1427), Bittmeni (1579), Petit-Maingni (1627), Petit Magny (1793), Magny-Petit (1801).
- En allemand : Klein-Menglatt[17].

## Histoire
Le nom du village est cité dès 1417 mais au siècle précédent le fief passa de la seigneurie de Rougemont à celle du Rosemont. Il fait partie depuis des siècles de la paroisse d'Étueffont.

## Héraldique
|  | Les armes de la commune se blasonnent ainsi : Parti : d'argent au lion de sinople, au second de pourpre à la lettre P onciale d'argent. |

## Politique et administration

### Liste des maires

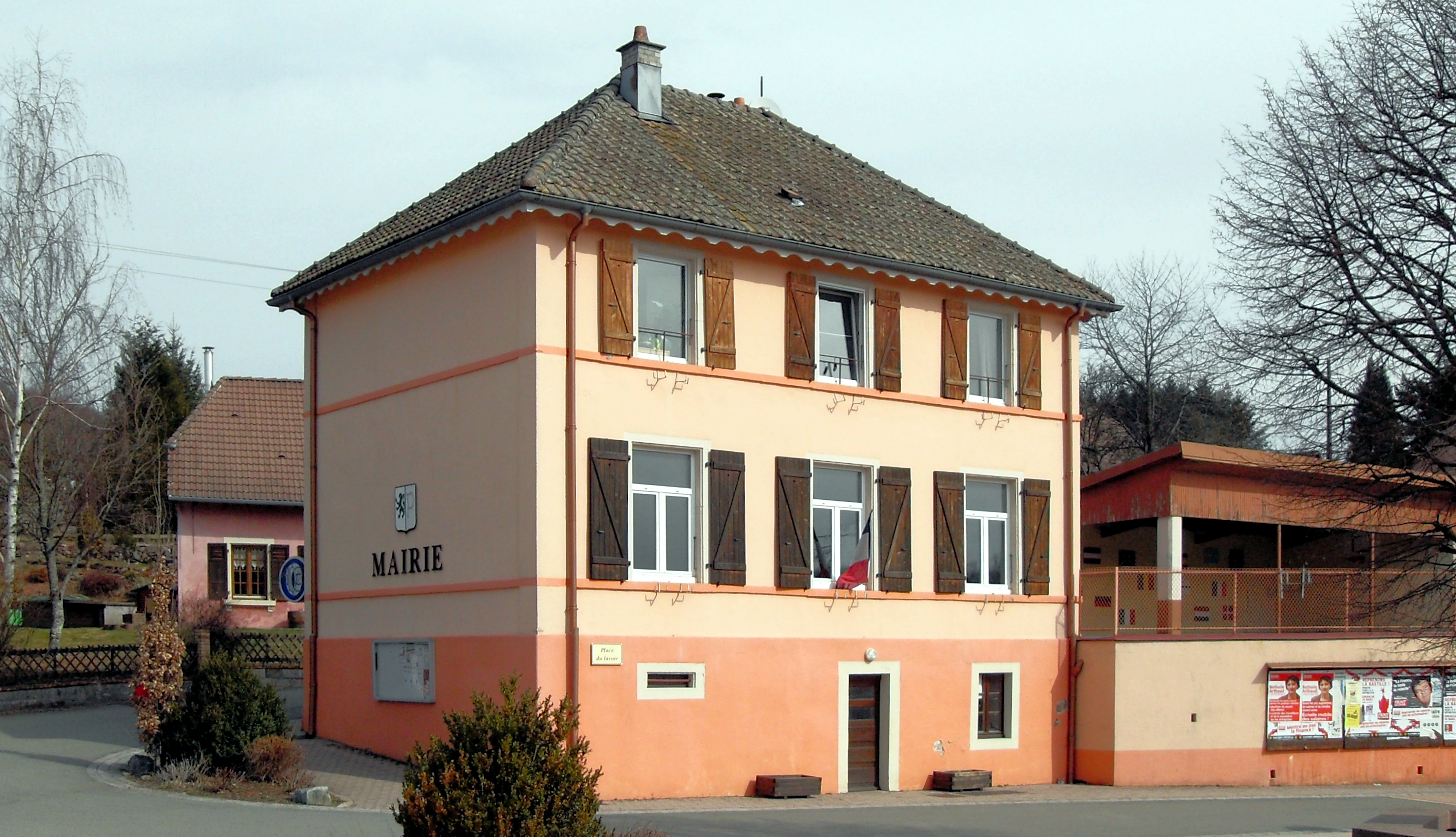
La mairie de Petitmagny.

| Période                                  | Période   | Identité             | Étiquette | Qualité |
| ---------------------------------------- | --------- | -------------------- | --------- | ------- |
| Les données manquantes sont à compléter. |           |                      |           |         |
| mars 1977                                | juin 1995 | Bernard Bruder       |           |         |
| juin 1995                                | mars 2001 | Marie-Grâce Fages    |           |         |
| mars 2001                                | mars 2008 | Marie-Pierre Humbert |           |         |
| mars 2008                                | En cours  | Alain Bourdeaux      |           |         |

### Budget et fiscalité 2015
En 2015, le budget de la commune était constitué ainsi :
- total des produits de fonctionnement : 137 000 €, soit 482 € par habitant ;
- total des charges de fonctionnement : 95 000 €, soit 333 € par habitant ;
- total des ressources d’investissement : 70 000 €, soit 245 € par habitant ;
- total des emplois d’investissement : 43 000 €, soit 152 € par habitant ;
- endettement : 140 000 €, soit 492 € par habitant.

Avec les taux de fiscalité suivants :
- taxe d’habitation : 13,67 % ;
- taxe foncière sur les propriétés bâties : 10,95 % ;
- taxe foncière sur les propriétés non bâties : 75,01 % ;
- taxe additionnelle à la taxe foncière sur les propriétés non bâties : 0,00 % ;
- cotisation foncière des entreprises : 0,00 %.

## Population et société

### Démographie
L'évolution du nombre d'habitants est connue à travers les recensements de la population effectués dans la commune depuis 1793. Pour les communes de moins de 10 000 habitants, une enquête de recensement portant sur toute la population est réalisée tous les cinq ans, les populations de référence des années intermédiaires étant quant à elles estimées par interpolation ou extrapolation. Pour la commune, le premier recensement exhaustif entrant dans le cadre du nouveau dispositif a été réalisé en 2008.

En 2022, la commune comptait 323 habitants, en évolution de +11 % par rapport à 2016 (Territoire de Belfort : −2,78 %, France hors Mayotte : +2,11 %).
| 1793 | 1800 | 1806 | 1821 | 1831 | 1836 | 1841 | 1846 | 1851 |
| ---- | ---- | ---- | ---- | ---- | ---- | ---- | ---- | ---- |
| 201  | 219  | 232  | 257  | 302  | 293  | 274  | 298  | 315  |

| 1856 | 1861 | 1866 | 1872 | 1876 | 1881 | 1886 | 1891 | 1896 |
| ---- | ---- | ---- | ---- | ---- | ---- | ---- | ---- | ---- |
| 266  | 269  | 272  | 253  | 256  | 259  | 273  | 224  | 249  |

| 1901 | 1906 | 1911 | 1921 | 1926 | 1931 | 1936 | 1946 | 1954 |
| ---- | ---- | ---- | ---- | ---- | ---- | ---- | ---- | ---- |
| 217  | 226  | 222  | 178  | 164  | 153  | 146  | 131  | 114  |

| 1962 | 1968 | 1975 | 1982 | 1990 | 1999 | 2006 | 2008 | 2013 |
| ---- | ---- | ---- | ---- | ---- | ---- | ---- | ---- | ---- |
| 107  | 108  | 139  | 193  | 261  | 290  | 277  | 273  | 280  |

| 2018 | 2022 | - | - | - | - | - | - | - |
| ---- | ---- | - | - | - | - | - | - | - |
| 306  | 323  | - | - | - | - | - | - | - |

## Économie
L'activité de la commune est essentiellement liée à la petite agriculture et à l'exploitation de la forêt.

## Lieux et monuments

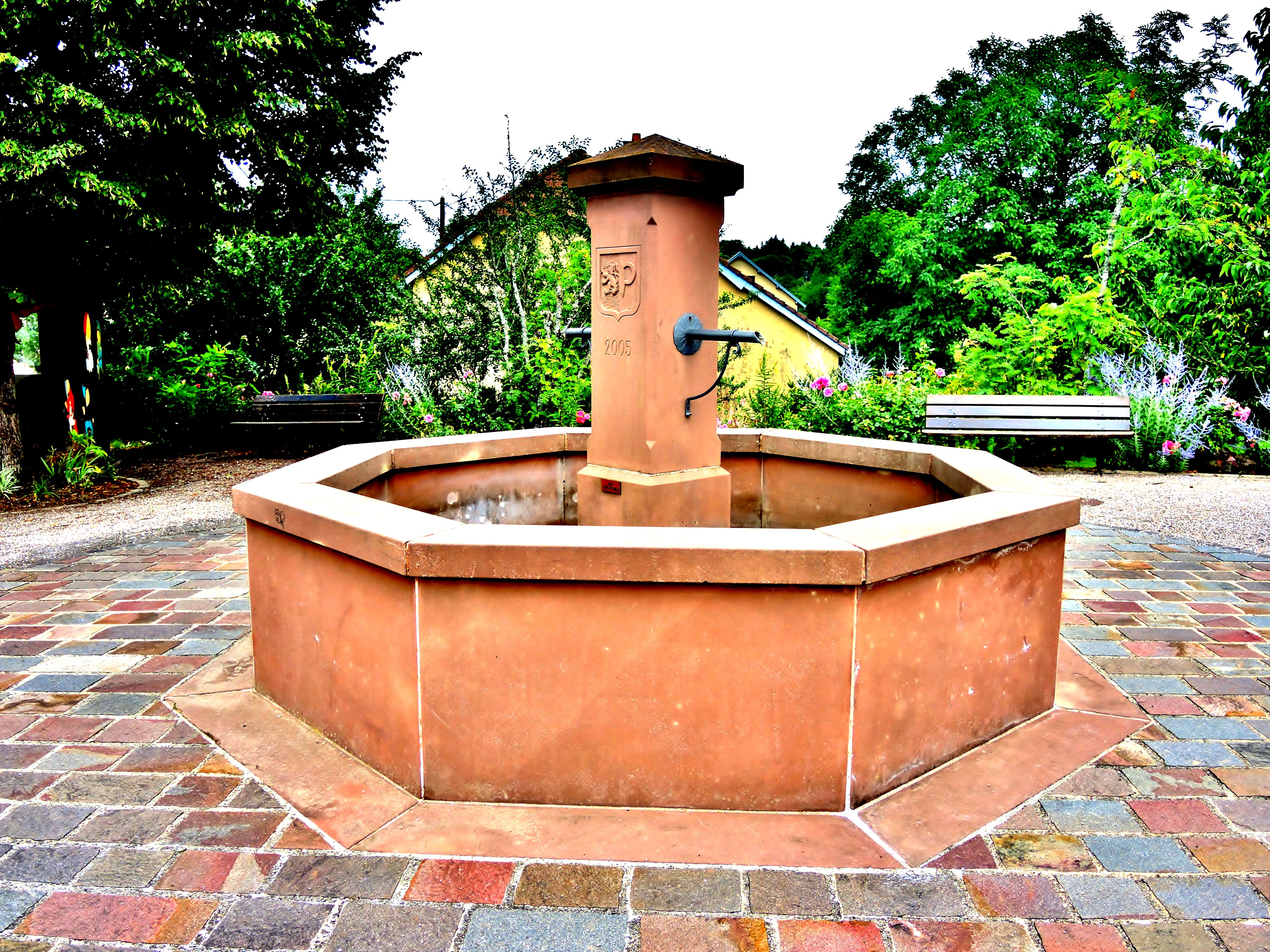
Fontaine devant la mairie.

- Fontaine devant la mairie.Cloche de 1850[23].
- Monument aux morts[24].
- Plan d'eau[25].

## Pour approfondir